# Krukówko
Krukówko – wieś w Polsce położona w województwie kujawsko-pomorskim, w powiecie nakielskim, w gminie Mrocza przy drodze wojewódzkiej nr 241.

## Podział administracyjny
W latach 1975–1998 miejscowość administracyjnie należała do ówczesnego województwa bydgoskiego.

## Demografia
Według Narodowego Spisu Powszechnego Ludności i Mieszkań (2011) miała 203 mieszkańców. Jest dwunastą co do wielkości miejscowością leżącą na terenie gminy Mrocza.